# Carl Burrau
Carl Burrau, född 29 juli 1867 i Helsingör, Danmark, död 8 oktober 1944 i Gentofte, Danmark, var en dansk astronom och livförsäkringsaktuarie. Han var från 1899 matematisk direktör för livförsäkringsaktiebolaget Tryg. Som astronom sysslade han huvudsakligen med undersökningar inom den celesta mekaniken.

## Biografi
Burrau studerade matematik vid Köpenhamns universitet. Han arbetade som astronomiassistent vid universitetets observatorium från 1893 till 1898. Han är känd för sitt arbete med ett trekropparsproblem och undersökte banor av två lika stora massor som kretsar kring varandra. Hans samarbeten med Törvald Thiele ledde till den så kallade Thiele-Burrau-metoden. Hans doktorsavhandling från 1895 presenterade metoder för att identifiera konstanter från fotografier av stjärnpositioner med Bessels klassiska metod. Han arbetade sedan med aktuariell matematik, skrev en bok om ämnet, Forsikringsstatistikens Grundlag (1925) samt undervisade 1906 - 1912 i tillämpad matematik vid Köpenhamns universitet.